# Tigridia acesta
Genre
Espèce
Tigridia acesta est une espèce néotropicale de lépidoptères (papillons) de la famille des Nymphalidae. Elle est l'unique représentante du genre monotypique Tigridia.

## Noms vernaculaires
Tigridia acesta se nomme en anglais Zebra Sapseeker.

## Description

### Papillon
L'imago de Tigridia acesta est un papillon d'une envergure d'environ 48 mm, au dessus jaune d'or et marron, avec les ailes antérieures jaune d'or jusqu'à la moitié du bord costal et l'angle externe puis marron avec trois taches blanches en ligne proche de l'apex, et les ailes postérieures jaune d'or.
Le revers des ailes antérieures est semblable, celui des postérieures est plus beige rayé de marron.

### Chenille
La chenille est rouge avec une bande noire sur les flancs et de très grandes épines de couleur noire.

## Biologie
Les plantes hôtes de la chenille sont des Cecropia et Paruma aspera.

## Distribution et biotopes
Tigridia acesta est présente en Amérique centrale et du Sud, notamment au Mexique, au Costa Rica, au Venezuela, en Colombie, au Brésil, en Bolivie, en Équateur et au Pérou.
Elle réside principalement dans les forêts primaires de plaines, mais on le trouve aussi dans d'autres forêts humides, jusqu'à 1 500 m d'altitude.

## Systématique
L'espèce Tigridia acesta a été décrite par le naturaliste suédois Carl von Linné en 1758, sous le nom initial de Papilio acesta.
Elle est l'espèce type et l'unique espèce du genre monotypique Tigridia, décrit par l'entomologiste allemand Jakob Hübner en 1819. 
Au sein des lépidoptères, ce genre est actuellement classé dans la famille des Nymphalidae, la sous-famille des Nymphalinae et la tribu des Nymphalini.

### Synonymie
Pour l'espèce Tigridia acesta :
- Papilio acesta Linnaeus, 1758 — protonyme
- Callizona acesta (Linnaeus, 1758)

Pour le genre Tigridia :
- Callizona Doubleday, 1848[7] — synonyme junior objectif

Tigridia est aussi l'homonyme d'un genre de plantes de la famille des Iridaceae.

### Sous-espèces
Plusieurs sous-espèces ont été décritesFUNET Tree of Life (27 octobre 2020) :
- Tigridia acesta acesta (Linnaeus, 1758)
- Tigridia acesta fulvescens (Butler, 1873)[8] — Équateur et Pérou
- Tigridia acesta latifascia (Butler, 1873) — Colombie
- Tigridia acesta tapajona (Butler, 1873) — Brésil, état de Para.
- Tigridia acesta columbina (Neustetter, 1929) — Colombie
- Tigridia acesta ochracea (Bryk, 1953) — Pérou